# Skärgården, Nagu
Skärgården är öar nära Borstö i Nagu,  Finland. De ligger i Skärgårdshavet i Pargas stad i den ekonomiska regionen  Åboland i landskapet Egentliga Finland, i den sydvästra delen av landet. Öarna ligger omkring 3 kilometer nordväst om Borstö, 35 kilometer söder om Nagu kyrka, 67 kilometer söder om Åbo och omkring 170 kilometer väster om Helsingfors. Närmaste allmänna förbindelse är förbindelsebryggan vid Borstö som trafikeras av M/S Nordep.
Arean för den av öarna koordinaterna pekar på är 30,1 hektar och dess största längd är 1,1 kilometer i öst-västlig riktning. Ön höjer sig omkring 15 meter över havsytan.